# Sułtanat Malediwów
Sułtanat Malediwów (maled. Dhivehi Raajje) – państwo historyczne na Malediwach, istniejące od 1153 do 1968 r.

## Historia
Od około 1100 r. na Malediwach panowali sułtani z dynastii Didi. W wyniku ich panowania większa początkowo buddyjska część mieszkańców wysp przeszła na islam. W latach 1558–1573 Portugalczycy chcieli podbić archipelag, w XVII w. planowali to zrobić Holendrzy. Ostatecznie udało się to Brytyjczykom. W 1796 roku, a formalnie w 1887 roku Malediwy stały się brytyjskim protektoratem. W 1932 została proklamowana konstytucja, zgodnie z którą zniesiono dziedziczność tronu, a sułtan pochodził z wyboru. W 1953 r. kraj ogłoszono republiką, po czym w 1954 r. znowu powrócono do sułtanatu. W 1965 r. kraj otrzymał niepodległość, lecz w roku 1968 Malediwy ponownie stały się republiką.